# Jorge Elizondo
Jorge Elizondo (Monterrey, 1953) is een Mexicaanse beeldhouwer.

## Leven en werk
Elizondo werd geboren in Monterrey, de hoofdstad van de deelstaat Nuevo León. Hij studeerde chemie aan het Instituto Tecnológico y de Estudios Superiores de Monterrey en beeldhouwkunst aan het Instituto Allende in Guanajuato. Voor verdere studie ging hij naar Spanje (de Escuela Massana, Centro de Arte y Diseño in Barcelona) en Italië (marmeratelier Sem Guelardini in Pietrasanta). Elizondo exposeerde sinds 1978 in Mexico, de Verenigde Staten, Zwitserland, Duitsland, Spanje en Italië en heeft sinds 1990 een eigen studio.
Elizondo is sinds 1995 hoogleraar beeldhouwkunst aan de Universidad de Monterrey. Hij organiseerde in 2007 het eerste Symposium voor Monterrey Marmer Sculptuur (SIEMM/07) met 9 internationale deelnemers in een marmergroeve in de Huasteca Canyon.

## Enkele werken in de openbare ruimte
- Esfera de mármol (1984)
- Marcador Uno (Equinoccios y Solsticios)[1] (1991), Parque Fundidora in Monterrey
- Entropia (2007), Jardín Fundadores van de Universidad de Monterrey in Monterrey
- Nube (2007), beeldenroute Ruta Escultórica del Acero y del Cemento in Monterrey - de sculptuur met een lengte van 22 meter is bevestigd op een sokkel met een hoogte van 20 meter